# Archibald Vivian Hill
Archibald Vivian Hill (født 26. september 1886, død 3. juni 1977) var en engelsk professor i fysiologi i London og nobelprismodtager. 
Han undersøgte varmeudvikling i muskler under og efter sammantrækning. I 1922 modtog han sammen med Otto Meyerhof Nobelprisen i fysiologi eller medicin.